# Robert le Bougre
Robert le Bougre (Frankrijk, 13e eeuw) was een beruchte inquisiteur in Midden- en Noord-Frankrijk. Hij was aanvankelijk een kathaar in Milaan maar bekeerde zich tot het katholicisme en werd dominicaan. Hij eindigde zijn leven in de gevangenis.
De naam Bougre is afgeleid van Bulgaar en verwijst naar bogomilisme. De naam Robert le Bougre verwijst alleszins naar zijn jonge jaren in de bogomiele-kathaarse gemeenschap van Milaan. Zijn Franse (bij)naam was Robert le Petit. 

## Biografie

### Jonge jaren
Robert was vermoedelijk een Fransman die in Milaan terechtkwam in een milieu verwant met Katharen in de Languedoc. Volgens de historicus Matthew Paris was Robert de zoon van een ketter. Volgens een andere historicus, Alberik van Trois-Fontaines, werd Robert pas ketter in de periode van het Vierde Latheraans Concilie (1215). Dit Concilie veroordeelde nota bene Kathaarse en andere dwaalleren van de katholieke kerk. Robert profileerde zich in Milaan als voorganger in de bogomiele-kathaarse gemeenschap. 

### Inquisiteur

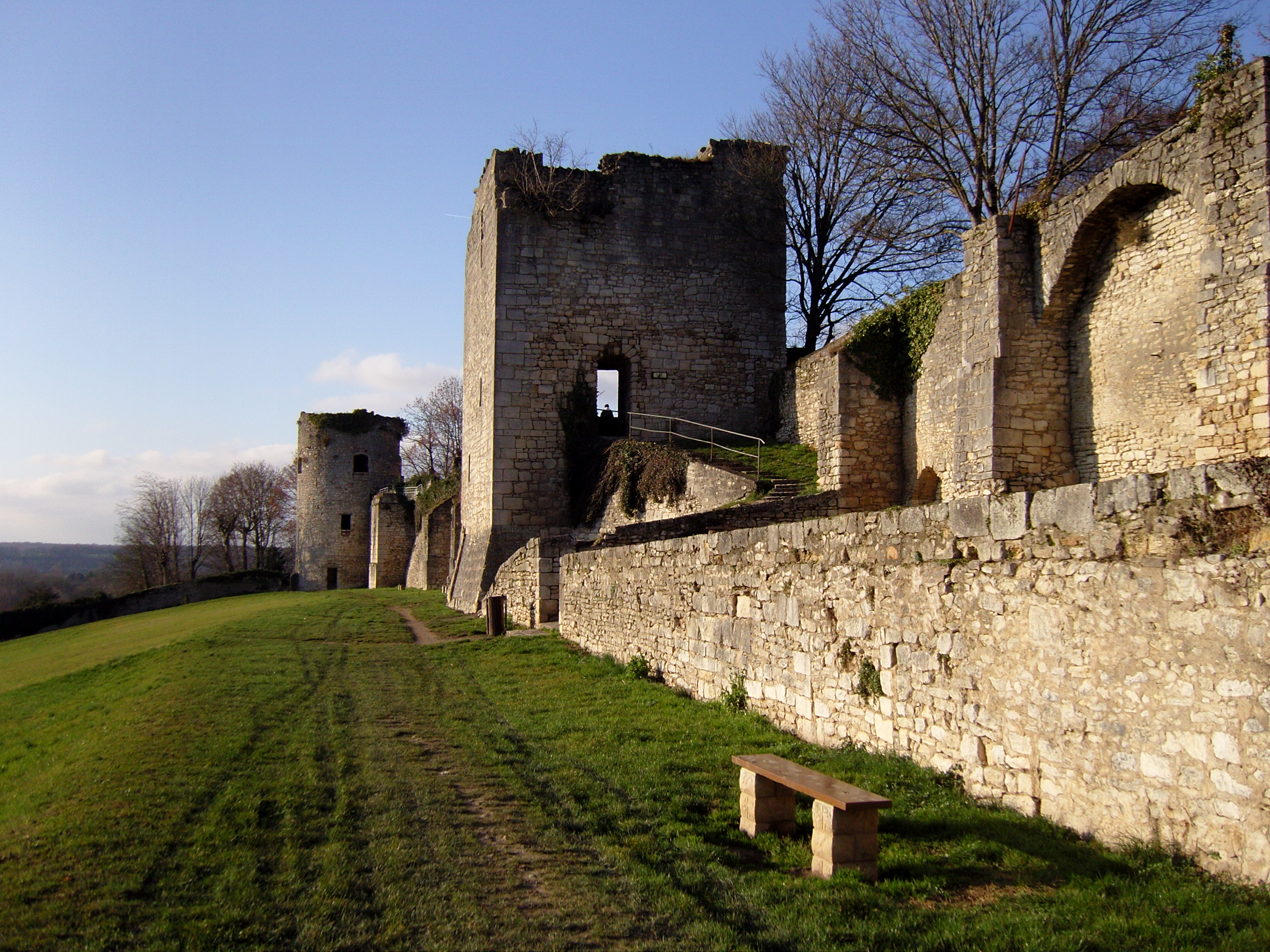
La Charité-sur-Loire in het hertogdom Bourgondië

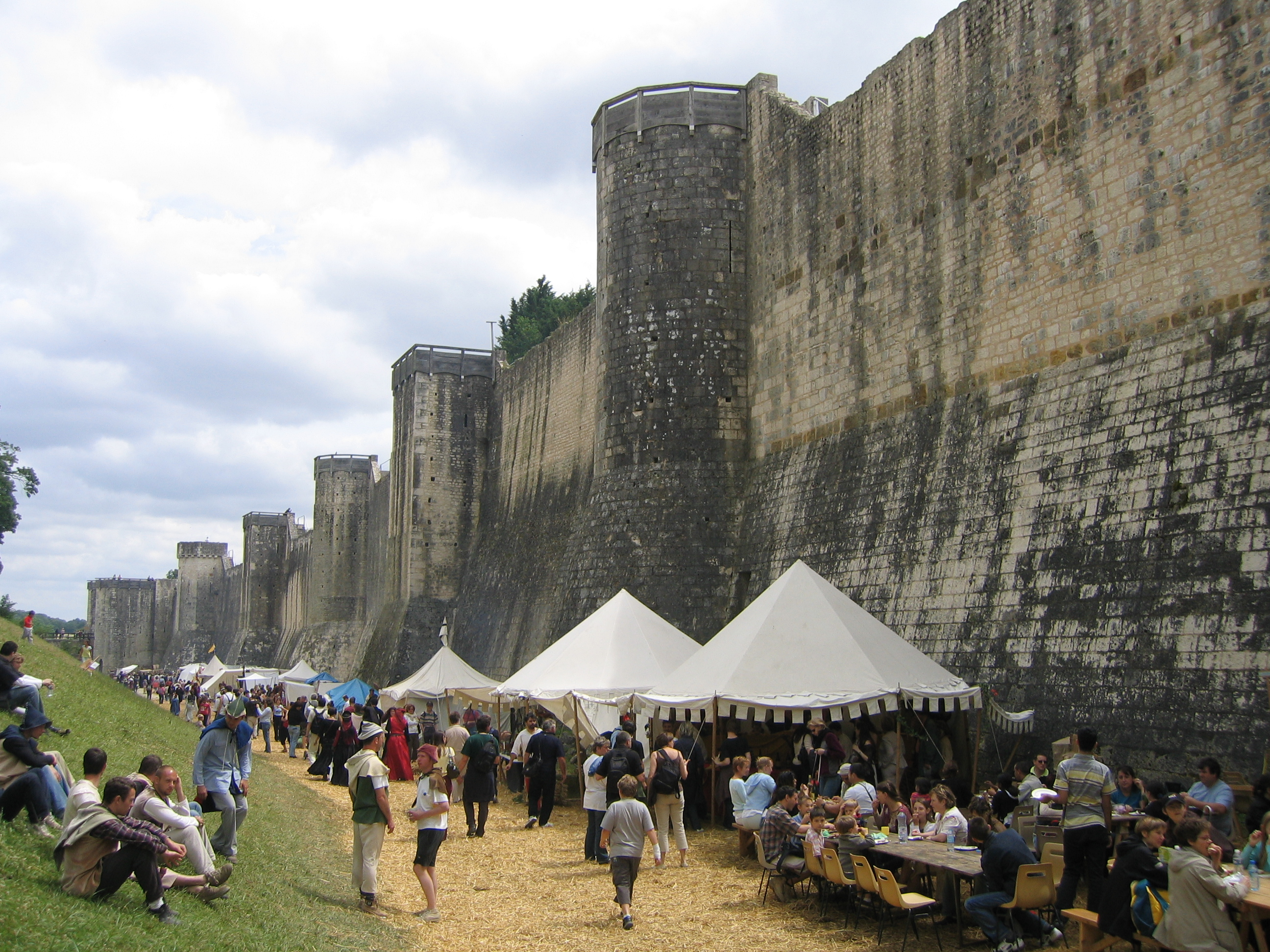
Provins had de grootste jaarmarkt van de hele Champagnestreek

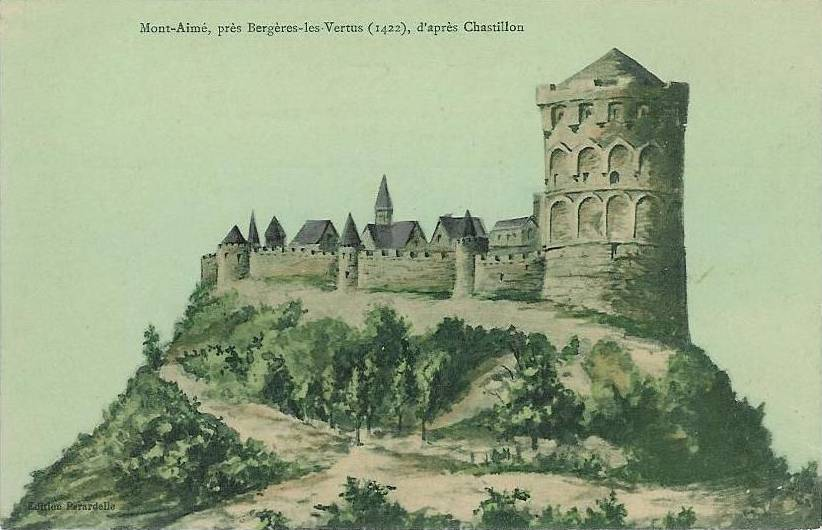
Voormalig kasteel van Mont-Aimé in Bergères-lès-Vertus (graafschap Champagne)

#### Bourgondië
Robert wisselde van kamp en werd dominicaan in de katholieke kerk. De orde was pas opgericht en richtte zich tegen de katharen en andere dwaalleren, bij middel van prediking. Robert nam deel aan een missie van dominicanen-inquisiteurs in Besançon (1233-1234); Besançon in de Franche-Comté was gelegen in het Rooms-Duitse Rijk. Franche-Comté was een streek met nauwelijks tot geen katharen. Aangezien de bulle van paus Gregorius IX het territorium van de missie der dominicanen omschreef als Bourgondië, keek Robert over de Rijksgrens naar het Franse hertogdom Bourgondië. In La Charité-sur-Loire liet Robert op zijn initiatief 50 ketters levend verbranden, zonder inspraak van de andere dominicanen van zijn missie. De Bourgondische clerus protesteerde bij paus Gregorius IX omwille van een inbreuk op het kerkelijk recht. De paus onthief Robert in 1234 van zijn missie, maar Robert genoot verder pauselijke steun.

#### Groot-inquisiteur
In 1236 werd Robert groot-inquisiteur voor het Franse koninkrijk en omliggende gebieden, met uitsluiting van de Languedoc. De pauselijke bul was van de hand van dezelfde Gregorius IX. Centraal in het werkveld van Robert lag het graafschap Champagne. Volgens Robert was Champagne verziekt door ketters. Hedendaags onderzoekswerk heeft aangetoond dat de katharen in de Champagne van zeer eenvoudige komaf waren, anders dan in de Languedoc of Noord-Italië waar elite deelnam. Het werk van Robert kreeg de steun van graaf Theobald IV van Champagne. In 1236 brandden de eerste ketters in Chalons-sur-Marne. Vaak waren de veroordeelden oude, kreupele en arme mensen. In de jaren 1236-1239 verlegde Robert zijn actieterrein naar het graafschap Vlaanderen, alsook in het naburige Rooms-Duitse Rijk in Kamerijk. Brandstapels volgden in Elincourt, Dowaai, Kamerijk en Rijsel. In Rijsel werd de verbranding van 20 personen bijgewoond door gravin Johanna van Vlaanderen en de bisschoppen van Atrecht, Kamerijk en Doornik. Robert ging driest te werk en kreeg de bijnaam malleus haereticorum of de mokerhamer op ketters. Hadewijch vermeldt in haar lijst der Volmaakten eene beghine die meester Robbeert doedde om hare gherechte Minne.

#### Mont-Aimé
Het drieste hoogtepunt van zijn brutaliteiten was de verbranding van 187 personen in Mont-Aimé, vandaag Bergères-lès-Vertus, op 13 mei 1239. Robert en zijn inquisitie hadden hun slag goed voorbereid. Naar aanleiding van de volkstoeloop op de jaarmarkt van Provins, de grootste in Champagne, arresteerden ze zowat 200 mannen en vrouwen. Op een recordtijd van 1 week waren alle ondervragingen, getuigenissen en akten van veroordeling gebeurd. De veroordeelden werden op een gigantische brandstapel verbrand, vlak buiten de muren van het toenmalig kasteel van Mont-Aimé. Dit kasteel was bekend als een woonplaats/ontmoetingsplaats van katharen in Champagne. Graaf Theobald woonde de terechtstelling bij, alsook een tiental Franse bisschoppen. De historicus Alberik van Trois-Fontaines sprak van een maximum holocaustum et placabile Domino ofwel een zeer groot brandoffer en behaaglijk voor de Heer.  

### Gevangenistijd
Franse clerus maar ook stadsbesturen kloegen bij paus Gregorius IX over de brutaliteiten van Robert. De paus stelde de reeds vermelde Matthew Paris aan voor een onderzoek (1239). Deze stelde vast dat er onschuldigen, lees niet-katharen, waren tussen de 187 terechtgestelden in Mont-Aimé. Robert werd in de gevangenis gegooid en bleef er tot zijn dood. Details zijn hierover niet bekend. Gelijktijdig verliet graaf Theobald de Champagne voor zijn troon in het koninkrijk Navarra.